# National Basketball League 2023-2024
La National League Basketball 2023-2024 è stata la 46ª edizione della National Basketball League, la massima lega di basket australiana.

## Squadre partecipanti
- Adelaide 36ers
- Brisbane Bullets
- Cairns Taipans
- Illawarra Hawks
- Melbourne United
- N.Z. Breakers
- Perth Wildcats
- SE Melb. Phoenix
- Sydney Kings
- Tasmania JackJ.

## Regular Season

### Classifica
|     | Squadra          | G  | V  | P  | PF    | PS    |
| --- | ---------------- | -- | -- | -- | ----- | ----- |
| 1.  | Melbourne United | 28 | 20 | 8  | 2.615 | 2.454 |
| 2.  | Perth Wildcats   | 28 | 17 | 11 | 2.630 | 2.563 |
| 3.  | Tasmania JackJ.  | 28 | 16 | 12 | 2.564 | 2.378 |
| 4.  | Illawarra Hawks  | 28 | 14 | 14 | 2.547 | 2.518 |
| 5.  | Sydney Kings     | 28 | 13 | 15 | 2.672 | 2.602 |
| 6.  | N.Z. Breakers    | 28 | 13 | 15 | 2.498 | 2.480 |
| 7.  | Brisbane Bullets | 28 | 13 | 15 | 2.458 | 2.534 |
| 8.  | Cairns Taipans   | 28 | 12 | 16 | 2.506 | 2.589 |
| 9.  | Adelaide 36ers   | 28 | 12 | 16 | 2.457 | 2.563 |
| 10. | SE Melb. Phoenix | 28 | 10 | 18 | 2.425 | 2.691 |

## Play-In

### Tasmania - Illawarra
| Hobart 28 febbraio 2024, ore 17:30                                                | Tasmania JackJ. | 92 – 76 (29-17, 22-27, 19-19, 22-13) | Illawarra Hawks | MyState Bank Arena (4.340 spett.) |
| McVeigh 26 Punti Clark 21 Doyle 10 Assist Robinson 3 McVeigh 11 Rimbalzi Clark 10 |                 |                                      |                 |                                   |
|                                                                                   |                 |                                      |                 |                                   |
| McVeigh 26                                                                        | Punti           | Clark 21                             |                 |                                   |
| Doyle 10                                                                          | Assist          | Robinson 3                           |                 |                                   |
| McVeigh 11                                                                        | Rimbalzi        | Clark 10                             |                 |                                   |

### Sydney - New Zealand
| Sydney 28 febbraio 2024, ore 19:30                                                                        | Sydney Kings | 76 – 83 (22-15, 25-23, 13-22, 16-23) | N.Z. Breakers | Qudos Bank Arena (8.231 spett.) |
| Adams 18 Punti Jackson-Cartwright 34 Adams 5 Assist Jackson-Cartwright 6 Valentine 8 Rimbalzi Mathiang 10 |              |                                      |               |                                 |
| |              |                                      |               |                                 |
| Adams 18                                                                                                  | Punti        | Jackson-Cartwright 34                |               |                                 |
| Adams 5                                                                                                   | Assist       | Jackson-Cartwright 6                 |               |                                 |
| Valentine 8                                                                                               | Rimbalzi     | Mathiang 10                          |               |                                 |

### Illawarra - New Zealand
| Wollongong 4 marzo 2024, ore 19:30                                                                           | Illawarra Hawks | 88 – 85 (31-17, 11-25, 24-21, 22-22) | N.Z. Breakers | WIN Entertainment Centre (5.178 spett.) |
| Robinson 26 Punti Jackson-Cartwright 19 Robinson 3 Assist Jackson-Cartwright 9 Froling 9 Rimbalzi Cheatham 9 |                 |                                      |               |                                         |
| |                 |                                      |               |                                         |
| Robinson 26                                                                                                  | Punti           | Jackson-Cartwright 19                |               |                                         |
| Robinson 3                                                                                                   | Assist          | Jackson-Cartwright 9                 |               |                                         |
| Froling 9 | Rimbalzi        | Cheatham 9                           |               |                                         |

## Playoffs

### Melbourne - Illawarra
RISULTATO FINALE: 2-1
| Melbourne 7 marzo 2024, ore 19:30 Gara 1                                                        | Melbourne United | 115 – 106 (25-29, 31-28, 18-27, 26-16, 15-6 (OT)) | Illawarra Hawks | John Cain Arena (8.232 spett.) |
| Dellavedova 30 Punti Froling 26 Dellavedova 10 Assist Robinson 7 Lual-Acuil 9 Rimbalzi Clark 12 |                  |                                                   |                 |                                |
|                                                                                                 |                  |                                                   |                 |                                |
| Dellavedova 30                                                                                  | Punti            | Froling 26                                        |                 |                                |
| Dellavedova 10                                                                                  | Assist           | Robinson 7                                        |                 |                                |
| Lual-Acuil 9                                                                                    | Rimbalzi         | Clark 12                                          |                 |                                |

| Wollongong 10 marzo 2024, ore 15:00 Gara 2                                                            | Illawarra Hawks | 113 – 108 (19-25, 31-24, 23-26, 24-22, 16-11 (OT)) | Melbourne United | WIN Entertainment Centre (5.631 spett.) |
| Clark 31 Punti Dellavedova 20 Froling 4 Assist Dellavedova 8 Clark 16 Rimbalzi Lual-Acuil , Travers 7 |                 |                                                    |                  |                                         |
| |                 |                                                    |                  |                                         |
| Clark 31                                                                                              | Punti           | Dellavedova 20                                     |                  |                                         |
| Froling 4                                                                                             | Assist          | Dellavedova 8                                      |                  |                                         |
| Clark 16                                                                                              | Rimbalzi        | Lual-Acuil, Travers 7                              |                  |                                         |

| Melbourne 13 marzo 2024, ore 19:30 Gara 3                                                    | Melbourne United | 100 – 94 (30-24, 24-23, 22-18, 24-29) | Illawarra Hawks | John Cain Arena (6.288 spett.) |
| Ili 22 Punti Froling 23 Dellavedova 5 Assist Robinson 7 Travers 11 Rimbalzi Clark , Hickey 6 |                  |                                       |                 |                                |
|                                                                                              |                  |                                       |                 |                                |
| Ili 22                                                                                       | Punti            | Froling 23                            |                 |                                |
| Dellavedova 5                                                                                | Assist           | Robinson 7                            |                 |                                |
| Travers 11                                                                                   | Rimbalzi         | Clark, Hickey 6                       |                 |                                |

### Perth - Tasmania
RISULTATO FINALE: 1-2
| Perth 8 marzo 2024, ore 18:30 Gara 1                                                    | Perth Wildcats | 89 – 81 (24-24, 22-19, 16-15, 27-23) | Tasmania JackJ. | Perth Arena (10.624 spett.) |
| Pinder 25 Punti Crawford 19 Cotton 5 Assist Doyle 6 Pinder , Cotton 7 Rimbalzi Magnay 8 |                |                                      |                 |                             |
|                                                                                         |                |                                      |                 |                             |
| Pinder 25                                                                               | Punti          | Crawford 19                          |                 |                             |
| Cotton 5                                                                                | Assist         | Doyle 6                              |                 |                             |
| Pinder, Cotton 7                                                                        | Rimbalzi       | Magnay 8                             |                 |                             |

| Hobart 11 marzo 2024, ore 19:30 Gara 2                                                     | Tasmania JackJ. | 102 – 94 (21-29, 26-23, 27-21, 28-21) | Perth Wildcats | MyState Bank Arena (4.340 spett.) |
| Doyle 24 Punti Cotton 26 Macdonald 5 Assist Harris , Usher 4 Magnay 7 Rimbalzi Doolittle 9 |                 |                                       |                |                                   |
|                                                                                            |                 |                                       |                |                                   |
| Doyle 24                                                                                   | Punti           | Cotton 26                             |                |                                   |
| Macdonald 5                                                                                | Assist          | Harris, Usher 4                       |                |                                   |
| Magnay 7                                                                                   | Rimbalzi        | Doolittle 9                           |                |                                   |

| Perth 13 marzo 2024, ore 18:30 Gara 3                                                   | Perth Wildcats | 84 – 100 (19-21, 24-31, 21-25, 20-23) | Tasmania JackJ. | Perth Arena (7.467 spett.) |
| Cotton 21 Punti McVeigh 27 Harris , Webster 3 Assist Doyle 9 Pinder 7 Rimbalzi Magnay 9 |                |                                       |                 |                            |
|                                                                                         |                |                                       |                 |                            |
| Cotton 21                                                                               | Punti          | McVeigh 27                            |                 |                            |
| Harris, Webster 3                                                                       | Assist         | Doyle 9                               |                 |                            |
| Pinder 7                                                                                | Rimbalzi       | Magnay 9                              |                 |                            |

### Melbourne - Tasmania
RISULTATO FINALE: 2-3
| Melbourne 17 marzo 2024, ore 16:00 Gara 1                                                            | Melbourne United | 104 – 81 (26-24, 25-17, 25-22, 28-18) | Tasmania JackJ. | John Cain Arena (9.108 spett.) |
| Goulding 22 Punti Drmic 18 Dellavedova 6 Assist Macdonald , McVeigh 3 Lual-Acuil 11 Rimbalzi Doyle 8 |                  |                                       |                 |                                |
| |                  |                                       |                 |                                |
| Goulding 22                                                                                          | Punti            | Drmic 18                              |                 |                                |
| Dellavedova 6                                                                                        | Assist           | Macdonald, McVeigh 3                  |                 |                                |
| Lual-Acuil 11                                                                                        | Rimbalzi         | Doyle 8                               |                 |                                |

| Hobart 22 marzo 2024, ore 19:30 Gara 2                                                            | Tasmania JackJ. | 82 – 77 (23-23, 17-21, 20-19, 22-14) | Melbourne United | MyState Bank Arena (4.340 spett.) |
| McVeigh 16 Punti Ili 20 Crawford , McVeigh 4 Assist Dellavedova 7 Doyle 10 Rimbalzi Lual-Acuil 11 |                 |                                      |                  |                                   |
|                                                                                                   |                 |                                      |                  |                                   |
| McVeigh 16                                                                                        | Punti           | Ili 20                               |                  |                                   |
| Crawford, McVeigh 4                                                                               | Assist          | Dellavedova 7                        |                  |                                   |
| Doyle 10                                                                                          | Rimbalzi        | Lual-Acuil 11                        |                  |                                   |

| Melbourne 24 marzo 2024, ore 17:30 Gara 3                                                   | Melbourne United | 91 – 93 (25-20, 19-23, 25-19, 22-31) | Tasmania JackJ. | John Cain Arena (10.175 spett.) |
| Dellavedova 21 Punti McVeigh 18 Dellavedova 8 Assist Doyle 7 Hukporti 9 Rimbalzi McVeigh 12 |                  |                                      |                 |                                 |
|                                                                                             |                  |                                      |                 |                                 |
| Dellavedova 21                                                                              | Punti            | McVeigh 18                           |                 |                                 |
| Dellavedova 8                                                                               | Assist           | Doyle 7                              |                 |                                 |
| Hukporti 9                                                                                  | Rimbalzi         | McVeigh 12                           |                 |                                 |

| Hobart 28 marzo 2024, ore 19:30 Gara 4                                                     | Tasmania JackJ. | 86 – 88 (20-17, 19-24, 27-26, 20-21) | Melbourne United | MyState Bank Arena (4.340 spett.) |
| McVeigh 28 Punti Clark 18 Doyle , Drmic 3 Assist Dellavedova 6 Drmic 8 Rimbalzi Travers 11 |                 |                                      |                  |                                   |
|                                                                                            |                 |                                      |                  |                                   |
| McVeigh 28                                                                                 | Punti           | Clark 18                             |                  |                                   |
| Doyle, Drmic 3                                                                             | Assist          | Dellavedova 6                        |                  |                                   |
| Drmic 8                                                                                    | Rimbalzi        | Travers 11                           |                  |                                   |

| Melbourne 31 marzo 2024, ore 16:00 Gara 5                                                               | Melbourne United | 81 – 83 (31-26, 13-18, 19-15, 18-24) | Tasmania JackJ. | John Cain Arena (10.175 spett.) |
| Lual-Acuil 14 Punti Crawford 32 Dellavedova 7 Assist Doyle , Macdonald 2 Hukporti 15 Rimbalzi Magnay 12 |                  |                                      |                 |                                 |
| |                  |                                      |                 |                                 |
| Lual-Acuil 14                                                                                           | Punti            | Crawford 32                          |                 |                                 |
| Dellavedova 7                                                                                           | Assist           | Doyle, Macdonald 2                   |                 |                                 |
| Hukporti 15                                                                                             | Rimbalzi         | Magnay 12                            |                 |                                 |

## Vincitore
| Campioni NBL 2023-2024           |
| -------------------------------- |
| Tasmania JackJumpers (1º titolo) |

## Statistiche
| Categoria           | Giocatore           | Squadra                      | Stat  |
| ------------------- | ------------------- | ---------------------------- | ----- |
| Punti per gara      | Bryce Cotton        | Perth Wildcats               | 23,1  |
| Rimbalzi per gara   | Alan Williams       | South East Melbourne Phoenix | 10,9  |
| Assist per gara     | Matthew Dellavedova | Melbourne United             | 6,0   |
| Efficienza per gara | Will Magnay         | Tasmania JackJumpers         | 70,0% |

## Premi
- NBL Most Valuable Player: Bryce Cotton, Perth Wildcats
- NBL Defensive Player of the Year: Shea Ili, Melbourne United
- NBL Most Improved Player of the Year: Sean Macdonald, Tasmania JackJumpers
- NBL 6th Man of the Year: Ian Clark, Melbourne United
- NBL Next Generation Award: Sam Froling, Illawarra Hawks
- NBL Finals MVP: Jack McVeigh, Tasmania JackJumpers
- NBL Coach of the Year: Dean Vickerman, Melbourne United
- NBL Executive of the Year: Nick Truelson, Melbourne United
- NBL Fans MVP: Bryce Cotton, Perth Wildcats

- All-NBL First Team
  - Bryce Cotton, Perth Wildcats
  - Chris Goulding, Melbourne United
  - Gary Clark, Illawarra Hawks
  - Anthony Lamb, New Zealand Breakers
  - Parker Jackson-Cartwright, New Zealand Breakers

- All-NBL Second Team
  - Mitch Creek, South East Melbourne Phoenix
  - Nathan Sobey, Brisbane Bullets
  - Jo Lual-Acuil, Melbourne United
  - Milton Doyle, Tasmania JackJumpers
  - Jack McVeigh, Tasmania JackJumpers